# Cupido crawshayinus
Cupido crawshayinus är en fjärilsart som beskrevs av Aurivillius 1925. Cupido crawshayinus ingår i släktet Cupido och familjen juvelvingar. Inga underarter finns listade i Catalogue of Life.